# Privilege van de Ruwaard
Het Privilege van de Ruwaard was een landcharter van Brabant dat werd verleend door hertog Jan IV op 4 mei 1421. Het versterkte het Brabants constitutionalisme door aan het weerstandsrecht uitdrukkelijk de mogelijkheid te koppelen voor de Staten van Brabant om de hertog te vervangen door een ruwaard.

## Ontstaanscontext
Al in het eerste effectieve regeringsjaar van Jan IV waren de steden en baronnen van Brabant niet te spreken over zijn beleid. Ze beriepen zich in 1418 op de weerstandsformule in de Blijde Inkomst om hun dienstbaarheid aan hem op te zeggen en ze veroordeelden zijn ontvanger-generaal Willem van den Berghe. Door zijn huwelijk met Jacoba van Beieren had Jan IV de graafschappen Henegouwen, Holland en Zeeland verworven, maar in februari 1419 gaf hij het ruwaardschap over Holland en Zeeland voor vijf jaar aan haar oom Jan van Beieren, in ruil voor vrede. Ook zegde hij Jan van Beieren een forse afkoopsom toe, met de bedoeling dat zijn onderdanen die zouden ophoesten. De Staten van Brabant weigerden tot drie keer toe de gevraagde bede, waarna Jan IV het goedmaakte tegenover Jan van Beieren door hem Holland en Zeeland voor twaalf jaar te verpanden. Nadat hij aldus Jacoba's bezit had verkwanseld, stuurde hij ook nog haar hofdames weg. In april 1420 verliet ze Brussel voor Henegouwen, haar echtgenoot voorgoed in de steek latend.
Ook voor de Brabanders was nu de maat vol. Het stadsbestuur van Leuven riep op eigen initiatief de wereldlijke Staten van Brabant bijeen, die de tekortkomingen van de hertog aanklaagden en zes van zijn raadslieden veroordeelden. Toen Jan ook nog wegbleef van verzoeningsvergaderingen, stelden ze op 1 oktober 1420 zijn zestienjarige broer Filips van Sint-Pol aan tot ruwaard van Brabant, omringd door een raad die de Staten hadden samengesteld. In januari 1421 verschafte Jan IV zich met een leger toegang tot Brussel, maar nauwelijks een week later grepen de ambachtsmilities er de macht. Legeraanvoerder Heinsberg werd gearresteerd en de hertog moest weer plaats ruimen voor de ruwaard. Sint-Pol beloonde de ambachten door hen op voet van gelijkheid in het stadsbestuur te laten deelnemen (statuut van 11 februari 1421). De hertog werd onder begeleiding naar Leuven gevoerd en toonde zich uitermate inschikkelijk in het aanvaarden van de voorwaarden om zijn troon terug te krijgen.

## Inhoud
De voorwaarden werden vastgelegd in het zogenaamde Privilege van de Ruwaard. De inleiding van dat charter bekritiseerde in niet mis te verstane bewoordingen het bewind van de hertog en het wangedrag van zijn raadslieden, wat normaal werd vermeden. De grootste grief, het verlies van Holland en Zeeland, werd daarentegen niet vermeld omdat dit met de rechten van de Brabanders niets te maken had. De aanstelling van Sint-Pol werd dan weer voorgesteld als een volstrekt legitieme handeling conform oud gewoonterecht. In het Privilege bevestigde Jan IV de geldigheid van de aanstelling van zijn broer tot ruwaard en van de daden die hij in die functie had gesteld, alsook van de handelingen verricht door de edelen en de steden. De veroordeling van zijn dichtste medewerkers keurde hij daarmee impliciet goed. Bovendien werd het zogenaamde gewoonterecht schriftelijk bevestigd en kregen de Staten dus uitdrukkelijk het recht om ook bij toekomstige rechtenschendingen een ruwaard aan het bewind te brengen.

## Uitwerking
Schijnbaar was Jan IV in zijn hertogambt hersteld, maar in de feiten lag de macht bij zijn raadslieden, die op dezelfde dag als het Privilege door de Staten waren benoemd. Overigens liet Sint-Pol zich nog tot oktober 1421 ruwaard noemen.
Ondertussen onderhandelden de drie standen verder over bijkomende toegevingen die van de hertog zouden worden gevraagd. Dit kreeg het volgende jaar zijn beslag in het Nieuw Regiment.
Hoewel Filips de Goede zich duidelijk uitsprak tegen de bevoegdheid van de Staten om de hertog opzij te schuiven en het weerstandsrecht bij zijn aantreden afzwakte, bleef het Privilege van de Ruwaard in de geesten voortleven en is het in de zestiende eeuw ingeroepen door de opstandelingen tegen Filips II van Spanje, net als andere Brabantse constituties. Het Privilege werd ook gebruikt op 13 oktober 1577 om Willem van Oranje aan te stellen als ruwaard van Brabant.

## Voetnoten
1. ↑  Martin van Gelderen, Op zoek naar de republiek. Politiek denken tijdens de Nederlandse Opstand (1555-1590), 1991, p. 52-53
2. ↑  René van Stipriaan, De Zwijger: Het leven van Willem van Oranje, 2021, p. 504.